# Funarë
Funarë is een plaats en voormalige gemeente in de stad (bashkia) Elbasan in de gelijknamige prefectuur in Albanië. Sinds de gemeentelijke herindeling van 2015 doet Funarë dienst als deelgemeente en is het een bestuurseenheid zonder verdere bestuurlijke bevoegdheden. De plaats telde bij de census van 2011 2122 inwoners.